# Antoine-Charles-Bernard Delaitre
Antoin-Charles-Bernard Delaitre (* 13. Januar 1776 in Paris; † 1. Juli 1838 ebenda) war ein französischer Général de division der Kavallerie.

## Leben
Delaitre besuchte die Militärschule von Thiron (→Abbaye de la Sainte-Trinité de Tiron).
Ab 5. November 1794 war als Aide-de-camp zu General Jean-Baptiste de Canclaux abgestellt. Im Frühjahr 1798 meldete sich Delaitre freiwillig bei Napoleon, um an dessen ägyptischer Expedition teilnehmen zu können. Nach einer Beförderung führte er dabei ein eigenes Kommando, erst unter Louis-Marie Caffarelli du Falga, später unter Jean-Baptiste Kléber. Während der Belagerung von Akkon (März/Mai 1799) wurde er verwundet.
Anfang 1800 kehrte Delaitre wieder nach Frankreich zurück.
Bei Lopaczyn (25. Dezember 1806) wurde er verletzt, als sein Pferd unter ihm erschossen wurde. An der Schlacht bei Preußisch Eylau (7./9. Februar 1807) nahm er ebenfalls teil und wurde ein weiteres Mal verwundet.
Im darauffolgenden Jahr wurde er in den Napoleonischen Kriegen auf der Iberischen Halbinsel eingesetzt. In der Schlacht bei Vimeiro (21. August 1808) und der Schlacht bei Talavera (27./28. Juli 1809) konnte sich Delaitre durch Tapferkeit auszeichnen. Zurück in Frankreich und weiteren Beförderungen übernahm er 1810 die Führung der Kavallerie der Garde impériale.
Am 27. Januar 1812 wurde er zum Kommandanten des 7e régiment de chasseurs à cheval ernannt und am 26. April 1812 wurde zum Général de brigade befördert. Anschließend erhielt er das Kommando über die 30. leichte Kavalleriebrigade. In Dieser Stellung nahm er am Russlandfeldzug teil. Er kämpfte bei Borodino (7. September 1812) und an der Beresina (26./28. November 1812). Bei letzterer geriet er in Kriegsgefangenschaft. Nach der Abdankung Napoleons und dem Frieden von Fontainebleau (11. April 1814) wurde Delaitre entlassen und kam am 1. September 1814 zurück nach Paris. König Ludwig XVIII. verleih ihm am 24. September 1814 den Ordre de Saint-Louis und berief ihn am 16. März 1815 in den Generalstab der Armee.
Als Napoleon im März 1815 die Insel Elba verließ und dessen Herrschaft der Hundert Tage begann, wechselte Delaitre sofort zurück zu Napoleon.
Nach dessen Ende wurde er im August 1815 zunächst zur Disposition gestellt und erhielt dann 1816 und 1617 den Posten eines Inspekteurs der Infanterie, Kavallerie und Gendarmerie. Am 18. Mai 1817 wurde er mit dem Titel eines Barons in den erblichen Adelsstand erhoben. Am 18. Mai 1820 wurde ihm das Kommandeurskreuz der Ehrenlegion verliehen. Am 8. September 1830 erhielt Delaitre das Kommando über die „École royale de cavalerie“ (Königliche Kavallerieschule) in Saumur und wurde am 27. Februar 1831 zum Général de division befördert. Erneut zur Disposition gestellt übernahm er 1832 die Inspektion der Gendarmerie im Bereich der 4., 12. und 13. Militärdivision. Ab dem 24. Februar 1834 erhielt er den Auftrag der Neuorganisation der Gendarmerie in den östlichen Departements. Im Juni 1834 bekam er erneut die Funktion eine Inspekteurs der Gendarmerie übertragen, was er bis 1838 ausführte. 
Im Alter von 62 Jahren starb Antoine-Charles-Bernard Delaitre am 1. Juli 1838 in Paris und fand auf dem Friedhof Père-Lachaise (Division 7) seine letzte Ruhestätte.

## Ehrungen
- 14. Juni 1804 Chevalier der Ehrenlegion
- 14. März 1806 Officier der Ehrenlegion
- 24. September 1814 Ordre royal et militaire de Saint-Louis
- 18. Mai 1820 Commandeur der Ehrenlegion
- Sein Name findet sich am südlichen Pfeiler (29. Spalte) des Triumphbogens am Place Charles-de-Gaulle (Paris).